# Selves pluvials baixes de Borneo
La forest pluvial de terra baixa de Borneo és una ecoregió, dins del bioma de Boscs humits tropicals i subtropicals de fulla ampla, de la gran illa de Borneo, al sud-est asiàtic. Hi mostra aproximadament 10.000 espècies vegetals, 380 espècies d'ocells i diverses espècies de mamífers. El bosc de planes baixes de Borneo està disminuint a causa de la tala, la caça i la conversió a l'ús del sòl comercial. La selva tropical de Borneo és considerada àmpliament la segona selva més antiga del món després de la selva tropical Daintree a Austràlia.

## Ubicació i descripció
El Fons Mundial de la Vida Silvestre (WWF) ha dividit Borneo en set ecoregions: cinc àrees de bosc de terra baixa; els boscos centrals muntanyencs de Borneo; i els prats alpins de la muntanya Kinabalu. Les terres baixes es distingeixen pel clima (ja que la part oriental de l'illa és més seca) o per estar separades pel gran riu Kapuas i el riu Barito, que impedeixen que els animals i els rèptils es propaguen lliurement per l'illa.
Les altres ecoregions de terra baixa, a més dels boscos tropicals de Borneo, són:
- Boscos de torbera de Borneo (àmplies zones)
- Els boscos Kerangas del tipus "heath"
- Boscos de pantans d'aigua dolça del sud del Borneo
- Faixes de Manglars de Sunda.

Les selves baixes de Borneo descrites en aquest article consisteixen en totes les zones baixes que no figuren clarament en una de les categories anteriors. Cobreixen una superfície de 427.500 km², parts de la qual es troben en tots els territoris polítics de l'illa: Kalimantan (Indonèsia), Sarawak i Sabah (Malàisia) i Brunei.
La terra baixa de Borneo té un clima estable, amb precipitacions mensuals superiors a 2030 mm durant tot l'any i una temperatura de més de 18 °C.

## Ecologia
Durant l'època glacial del Plistocè, tot Borneo, Java, Sumatra i Indoxina continental van formar part de la mateixa massa. Això va permetre que plantes i animals migressin d'una regió a l'altra. Ara Borneo està separat de la península Malàia i de les altres illes, però encara comparteix gran part de la mateixa diversitat vegetal i animal, mentre que una menor part de la vida silvestre de Borneo es troba més a l'est a Sulawesi.

## Flora
Les terres baixes de Borneo són la llar del més ric bosc tropical de tot el planeta. El clima proporciona un entorn de creixement ideal per aproximadament 10.000 espècies de plantes (més que a tot el continent d'Àfrica). Entre aquestes es troben unes 2.000 orquídies i 3.000 arbres, entre els quals 267 arbres de selva tropical [Dipterocarpàcies], dels quals 155 són endèmics de Borneo. Això fa que l'illa sigui el centre de la diversitat mundial dels dipterocarps. Entre les plantes, hi ha cinc espècies de paràsits amb forta olor del gènere Rafflesia, una de les quals, Rafflesia arnoldii, té flors de més d'un metre d'amplada, la qual cosa la converteix en la flor més gran del món. Els puigs de pedra calcària de la península Sangkulirang i Sarawak donen suport a les seves comunitats vegetals particulars, com fan els Turons Lab a la frontera entre Brunei i Sarawak.

## Fauna

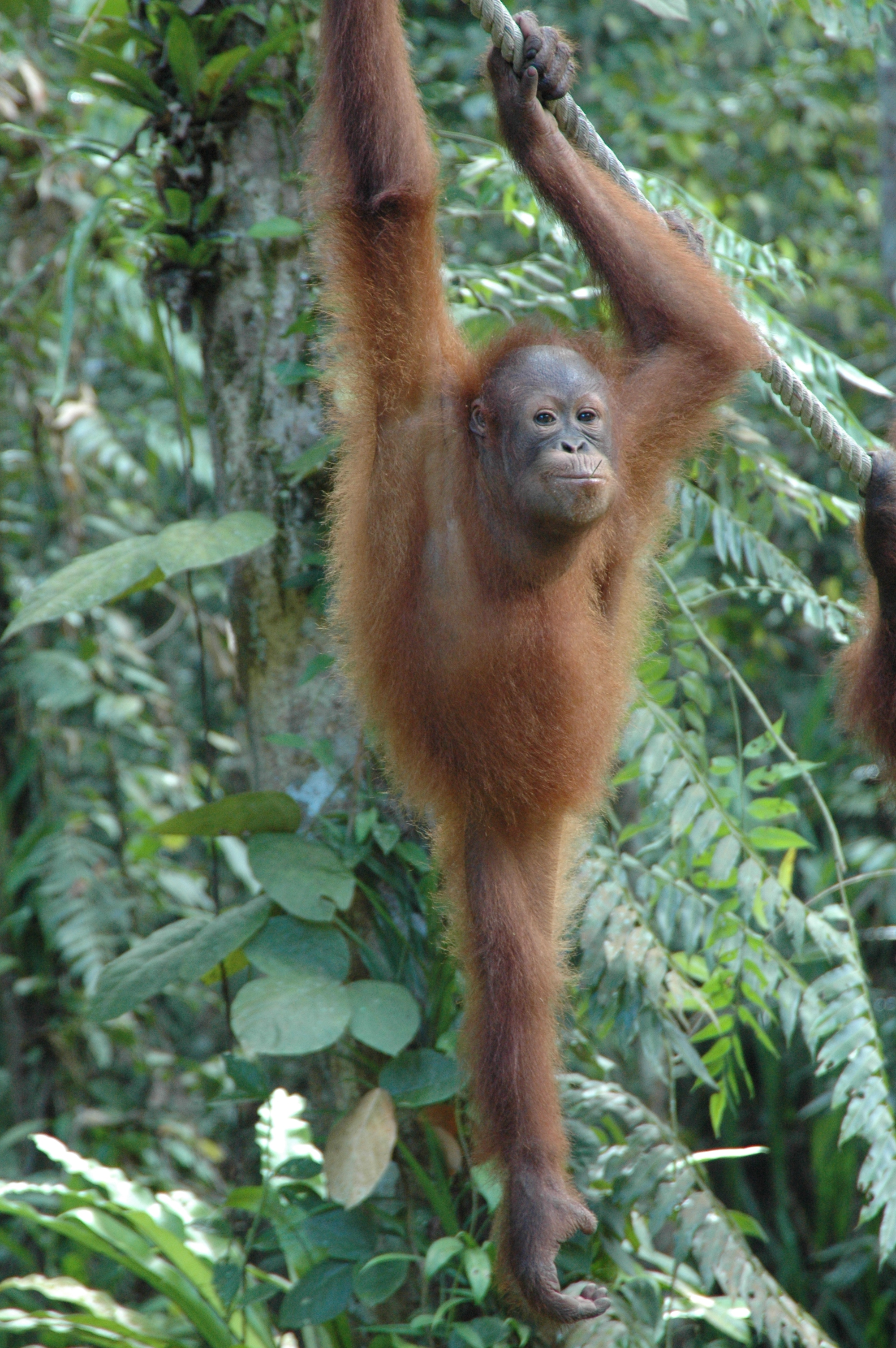
Orangutan de Borneo. 2014.

La vida salvatge d'aquesta ecoregió consisteix en un gran nombre d'animals del bosc que van des de l'esquirol més petit del món, l'esquirol menys pigmeu, fins al mamífer terrestre més gran d'Àsia, l'elefant asiàtic. Inclou el rinoceront sumatrà en perill d'extinció crítica, l'orangutan Borneà emblemàtic i en perill d'extinció, altres dotze espècies de primats, els porcs amb barba de Borneo i el cérvol muntjac groc de Borneo. Els primats de Borneo en són: tres simis (orangutan de Borneo, gibó de Borneo de Müller i gibó de barba blanca de Borneo), cinc langurs, el macaco de cua de porc meridional, el macaco de cua llarga, el tarser de Horsfield (Tarsius bancanus), el loris lent de Sunda (Nycticebus coucang) i el mico proboscis en perill d'extinció (Nasalis larvatus). No hi ha tigres a Borneo; Els carnívors inclouen el lleopard ennuvolat en perill d'extinció (Neofelis nebulosa), l'os malai (Helarctos malayanus), la civeta llúdriga (Cynogale bennettii) i diversos altres mustèlids i vívrids.

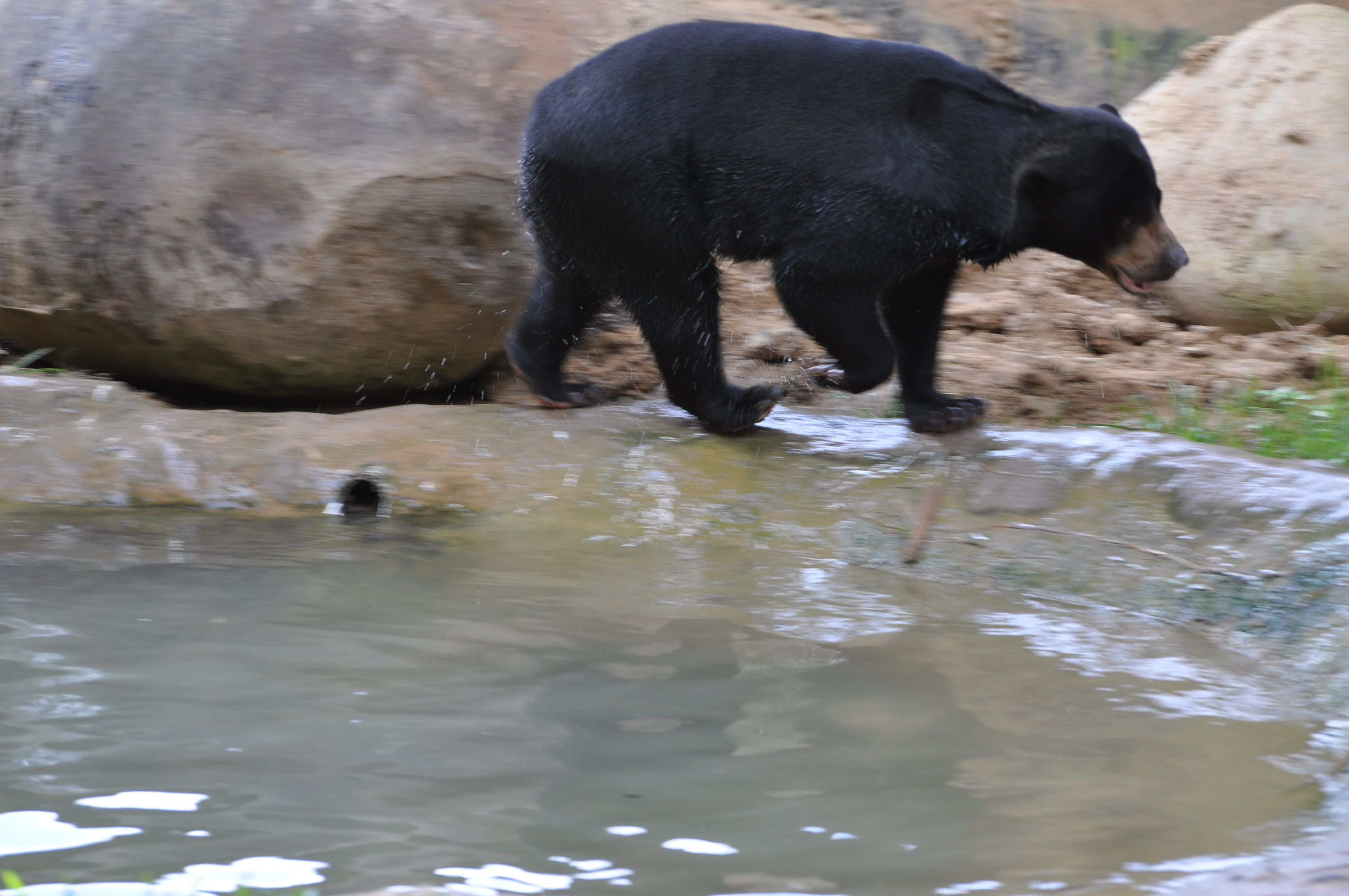
Os malai en captivitat

Les 380 espècies d'aus inclouen vuit calaus, divuit picots i tretze del gènere Pitta. Hi ha nou ocells quasi-endèmics i dos d'endèmics; el baber negre (Malacocincla perspicillata) i el xamà blanc (Copsychus stricklandii). Entre la rica varietat de rèptils i amfibis es troben els cocodrils i el llangardaixos monitor sense orelles (Lanthanotus borneensis). Els sons del bosc varien de dia a nit a mesura que sorgeixen diferents combinacions d'aquests ocells i animals per vagar i alimentar-se.
Llista d'ecoregions terrestres.